# مؤسسة تحرير الأطفال المسيحيين واليزيديين في العراق
مؤسسة تحرير الأطفال المسيحيين واليزيديين في العراق أو CYCI هي منظمة كندية غير ربحية تهدف إلى تحرير النساء المسيحيات واليزيديات اللواتي تم أسرهن وإجبارهن على العبودية الجنسية من قبل داعش.

## تاريخ
في عام 2014، تواصل ستيف مامان مع المفاوضين في بغداد بالعراق لبناء شبكة لإنقاذ النساء والفتيات الأيزيديات والمسيحيات اللاتي تم بيعهن للعبودية الجنسية من قبل داعش. أسس مامان منظمة تحرير الأطفال المسيحيين واليزيديين في العراق في يونيو 2015. كان مامان يزور المغرب والعراق في كثير من الأحيان لشراء السيارات القديمة لإعادتها إلى وكالة السيارات الكلاسيكية التي يملكها في مونتريال. خلال هذه الفترة، أجرى اتصالات ساعدته في بناء شبكته من السماسرة داخل المناطق التي تسيطر عليها داعش.
في يونيو 2015، أسست مامان مؤسسة CYCI مع فريق من المفاوضين في العراق الذين سيعملون على إنقاذ الفتيات من خلال دفع الأموال للوسطاء. بدأت المؤسسة في جمع الأموال لعملياتها من خلال التبرعات التطوعية وحساب غو فاند مي. يشغل مامان حاليًا منصب رئيس المؤسسة.
في أغسطس 2015، انضمت جيل روزنبرج، أول أجنبية تنضم إلى قوات وحدات حماية المرأة التي تقاتل داعش، إلى المنظمة كمتطوعة.

## المفاوضات
تشارك مؤسسة CYCI بشكل أساسي في التفاوض مع السماسرة في الأراضي التي تسيطر عليها داعش لإطلاق سراح النساء والفتيات اليزيديات الأسيرات. تقوم المنظمة بإطلاق الأموال لأعضائها المقيمين في العراق والذين يدفعون للوسطاء لإطلاق سراح النساء. تقوم المنظمة أولاً بنقل النساء والفتيات النازحات داخليًا إلى مخيم في كردستان ثم تبذل جهودًا لإعادة جمعهن مع عائلاتهن. تقوم المؤسسة بجمع الأموال من خلال التبرعات المقدمة على الموقع الرسمي ومن خلال بوابات التمويل الجماعي بما في ذلك غو فاند مي. وفقًا لمامان، فإن تكلفة كل عملية إنقاذ تتراوح بين 1000 و3000 دولار.

## نقد
إن أعضاء المجتمع اليزيدي، بما في ذلك بابا شيخ خيرتو إسماعيل، الزعيم الروحي اليزيدي، وأولئك الذين يشاركون في التوعية والدعم الإنساني، يعارضون عمل مامان ويدعون إلى مزيد من الشفافية والرقابة في العمل مع الأقليات الفارين من العراق.

## ستيف مامان
ستيف مامان (من مواليد 1 مارس 1973)، هو رجل أعمال يهودي كندي، ورائد أعمال، وعامل اجتماعي، ومؤسس مؤسسة CYCI. وُلِد مامان في المغرب في الأول من مارس عام 1973، ونشأ في مونتريال بكندا حيث أصبح تاجرًا للسيارات القديمة. مامان متزوج وأب لستة أطفال.
وقد ذكر مامان في كثير من الأحيان أوسكار شندلر باعتباره مصدر إلهام للمنظمة في مقابلاته وغالبًا ما يشار إليه باسم شندلر اليهودي من قبل بوابات الأخبار.

## روابط خارجية
- الموقع الرسمي